# Mistrzostwa Oceanii w futsalu
Mistrzostwa Oceanii w futsalu (Oceanian Futsal Championship) – turniej futsalowy mający na celu wyłonienie Mistrza Oceanii w futsalu. Rozgrywany jest od 1992 r. Dotychczas odbyło się 8 turniejów.
| 1992 Więcej | Australia | Australia      | Rozgrywki grupowe | Nowa Zelandia | Vanuatu       |             |                   |
| 1996 Więcej | Vanuatu   | Australia      | Rozgrywki grupowe | Vanuatu       | Fidżi         |             | Samoa             |
| 1999 Więcej | Vanuatu   | Australia      | Rozgrywki grupowe | Fidżi         | Vanuatu       |             | Papua-Nowa Gwinea |
| 2004 Więcej | Australia | Australia      | Rozgrywki grupowe | Nowa Zelandia | Vanuatu       |             | Fidżi             |
| 2008 Więcej | Fidżi     | Wyspy Salomona | Rozgrywki grupowe | Tahiti        | Vanuatu       |             | Nowa Zelandia     |
| 2009 Więcej | Fidżi     | Wyspy Salomona | 8:1               | Fidżi         | Vanuatu       | 6:2         | Nowa Kaledonia    |
| 2010 Więcej | Fidżi     | Wyspy Salomona | Rozgrywki grupowe | Fidżi         | Nowa Zelandia |             | Vanuatu           |
| 2011 Więcej | Fidżi     | Wyspy Salomona | 6:1               | Tahiti        | Nowa Zelandia | 1:1 (k.5:4) | Vanuatu           |